# Anoploderomorpha formosana
Anoploderomorpha formosana là một loài bọ cánh cứng trong họ Cerambycidae.